# Фердинанд Кіцький
Фердинанд Онуфрій Кіцький гербу Ґоздава (пол. Ferdynand Onufry Kicki; 8 липня 1721 — 1 лютого 1797, с. Оброшине) — польський шляхтич, військовик, римо-католицький релігійний діяч. Львівський латинський архієпископ з 1780 р. Представник роду — Кіцьких.

## Життєпис

Варіант гербу Ґоздава

Народився 8 липня 1721 року. Батько — Александер Кіцький, цеханувський підсудок, мати — Констанція Пшедвоєвська. Мав брата Яна Кіцького — конюшого великого коронного, воєводу руського, старосту львівського, окнінського.
Служив у війську, став капітаном війська Сасів, був представлений королю Августові ІІІ Фрідріху. Вільно розмовляв німецькою мовою.
Став духівником, близько 1747 року отримав посаду каноніка, а 1754 — канцлера курії в м. Влоцлавек. Від 1777 року був пробощом Краківської катедрі на Вавелі. 23 квітня 1777 Львівський латинський архієпископ Вацлав Сераковський запропонував його кандидатуру на посаду свого єпископа-суфрагана. 28 вересня 1778 року став коад'ютором львівського латинського архієпископа. 25 жовтня 1780 року став очільником Львівської архидієцезії. Для уникнення підозр представників австрійської влади підписувався по-німецьки «Kitzki». За лояльність до влади 1781 року отримав статус таємного радника з титулом Ексцеленція. 1782 року отримав дозвіл на призначення його коад'ютором братанка Каєтана. Був послом Галицького станового сейму.
Сприяв виготовленню та встановленню 28 жовтня 1784 в Латинській катедрі Львова надгробку попередника на посаді Вацлава Сераковського, який виконав львівський скульптор Франциск Олендзький.
У каплиці Христа Розп'ятого Латинської катедри (фундація княгині Анни Яблоновської) Львова є встановлений йому надгробний пам'ятник, який на його замовлення виконав Франциск Олендзький.
За порадами Юзефа Хойницького Ґотфрід Прікснер робив гравійований портрет Ф. Кіцького у 1784 році.
Помер 2 лютого (за іншими даними 1 лютого) 1797 року в с. Оброшиному, де найбільше любив перебувати й був похований.